# Molvice (Samobor)
Molvice je naselje koje se nalazi u sastavu Grada Samobora, Zagrebačka županija. Površina naselja iznosi 5,85 km2.

## Stanovništvo
Prema popisu stanovništva iz 2021. godine naselje broji 659 stanovnika.
| broj stanovnika | 200   | 269   | 314   | 355   | 393   | 408   | 462   | 502   | 587   | 601   | 588   | 559   | 537   | 526   | 566   | 642   | 659   |
|                 | 1857. | 1869. | 1880. | 1890. | 1900. | 1910. | 1921. | 1931. | 1948. | 1953. | 1961. | 1971. | 1981. | 1991. | 2001. | 2011. | 2021. |

Stanovnici Molvica su Molvičani, a u domaćem govoru uvriježio se naziv Molviščani.

## Povijest mjesta
Prema predaji, mjesto se nekad zvalo Molbice jer su se na Dvoru gdje je stanovao vlastelin Hinko pl. Francisci, potpredsjednik Hrvatskog sabora, pisale molbe koje je on rješavao. Tako je nastao naziv Molbice koji se kasnije pretvorio u Molvice.
Hinko pl. Francisci je na svom dvoru dao podići mali tornjić na koji je postavio zvono kako bi žitelji sela Molvice tri puta na dan mogli slušati anđeoski pozdrav Djevici Mariji i pomoliti se jer nisu mogli čuti župno zvono iza brijega. Također je na prilazu svom dvoru dao izgraditi kapeličicu u čast BD marije, a isto tako u blizini i raspelo.
Kurija u kojoj je stanovao Francisci kasnije je prešla u vlasništvo baruna Lepala, te u 20.st. u vlasništvo obitelji Franje i Stjepana Razuma. Kurija Molvice jedan je od tri objekta uz Stari grad u Samoboru i župnu crkvu sv. Leonarda u Kotarima koji je zaštićen kao spomenik nulte kategorije. Nažalost, kurija je srušena 2004. godine, te kao spomen ostaje samo naziv ulice Dvorski put u kojoj se kurija nalazila.

## Molvice u hrvatskoj književnosti
Mjesto Molvice opjevao je učeni franjevac, arheolog, jezikoslovac i književnik Matija Petar Katančić (Valpovo 1750. - Budim 1825.) koji je boravio u samoborskom kraju potkraj 18. stoljeća i oduševljen njegovim ljepotama objavio objavio je jednu od svojih ponajboljih pjesama na hrvatskom jeziku i posvetio je berbi grožđa u Molvicama koje su se tada zvale Molbice. Pisao je uobičajenim slavonskom ikavicom, jezikom svog zavičaja.  Vinobera u zelenoj Molbice dolini, prikazana vilam samoborskim